# Аої мацурі

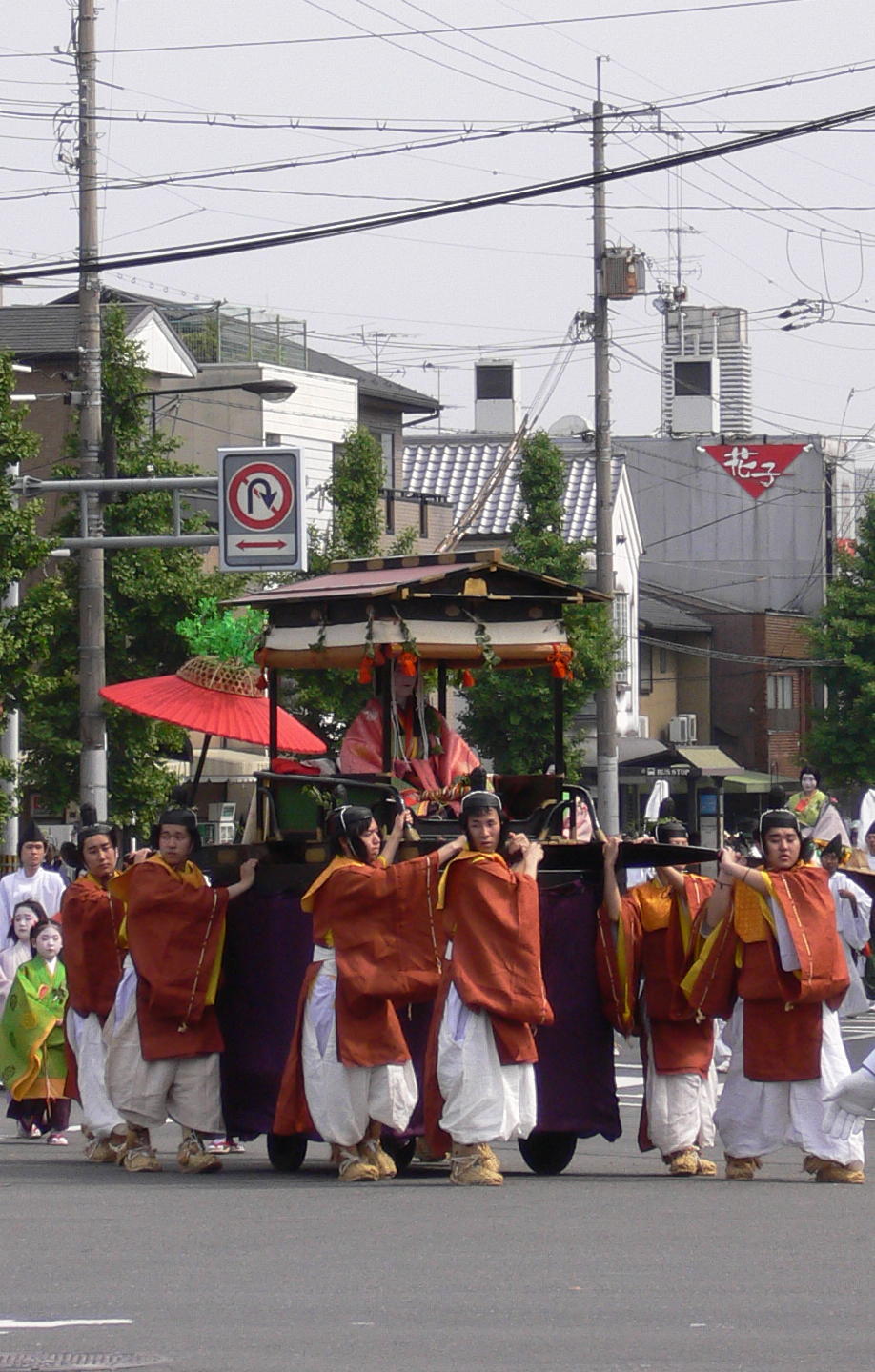
Церемоніальна хода ротоноґі — основна подія свята. Жрицю сай'о несуть на носилках священнослужителі Камо.

Аої мацурі (яп. 葵祭, あおいまつり, «свято мальви» ) — синтоїстське свято в стародавній японській столиці Кіото. Проводиться двома складовими святилища Камо — святилищами Каміґамо і Сімоґамо. Офіційна назва свята Камо мацурі.

## Короткий опис
Згідно з переказами святилища Камо, Аої мацурі було встановлено імператором Кіммеєм (540 — 571) у другій половині 6 століття.  Проте пишні святкуваня почали проводити лише з початку 8 століття, після переносу імператорської столиці до Хей'ан-кьо, сучасного Кіото. Аої мацурі відзначали у день півня четвертого місяця, під керівництвом місцевої жриці сай'о, яка назначалася з імператорської родини. Це свято слугувало північним варіатном південного мацурі при святилищі Івасімідзу Хатіманґу. Воно було суто аристократичним і  протиставлялося простолюдинському святу Ґіон-мацурі.
Починаючи з 20 століття Аої мацурі відмічають за григоріанським календарем 15 травня. Після другої світової війни практика призначення жриць сай'о із імператорської родини була ліквідована. Сьогодні їх обирають серед мешканок Кіото.
Одними із популярних заходів свята, які передують головній церемонії є стародавні обряди: стрільба з лука ябусаме (流鏑馬) верхи на конях у святилищі Сімоґамо, та кінні перегони курабеума-е (競馬会) у святилищі Каміґамо. Основна подія Аої мацурі — ротоноґі (路頭の儀) — імпретаорська хода з кіотського імператорського палацу до святилища Камо, яка сьогодні замінена ходою наряжених у костюми періоду Хей'ан мешканців міста.
Аої мацурі є одним з трьох найбільший свят міста Кіото.